# 狼洞子滩墓群
狼洞子滩墓群，位于中国甘肃省武威市凉州区，为一个省级文物保护单位，类型为古墓葬。
狼洞子滩墓群的历史年代为汉代。